# Косоре
Косоре су насељено мјесто у саставу града Врлике, Сплитско-далматинска жупанија, Република Хрватска.

## Географија
Насеље Косоре се налази на рубу Врличког поља, између планина Динаре и Свилаје, на отприлике 400 метара надморске висине. Уз само насеље пролази путни правац Д1 који повезује оближњи Книн са Врликом. Удаљено је око 3 км сјевероисточно од Врлике.
Дијелови Косора су: Леласи, Ерцези, Лакићи, Лисичари, Клепићи, Мишине, Раднићи, Мучале, Арнаути, Јовићи, Косорчићи, Бодрожићи, Медићи, Утржени и Иванчићи.

## Историја
До територијалне реорганизације у Хрватској налазиле су се у саставу старе општине Сињ. Током рата у Хрватској Косоре су биле у саставу Републике Српске Крајине.
У НОБ-у је за вријеме Другог свјетског рата судјеловало 64 становника Косора.

## Становништво
На попису становништва 2011. године, Косоре су имале 191 становника.
| Број становника по пописима | Број становника по пописима | Број становника по пописима | Број становника по пописима | Број становника по пописима | Број становника по пописима | Број становника по пописима | Број становника по пописима | Број становника по пописима | Број становника по пописима | Број становника по пописима | Број становника по пописима | Број становника по пописима | Број становника по пописима | Број становника по пописима | Број становника по пописима |
| --------------------------- | --------------------------- | --------------------------- | --------------------------- | --------------------------- | --------------------------- | --------------------------- | --------------------------- | --------------------------- | --------------------------- | --------------------------- | --------------------------- | --------------------------- | --------------------------- | --------------------------- | --------------------------- |
| 1857                        | 1869                        | 1880                        | 1890                        | 1900                        | 1910                        | 1921                        | 1931                        | 1948                        | 1953                        | 1961                        | 1971                        | 1981                        | 1991                        | 2001                        | 2011                        |
| 310                         | 287                         | 294                         | 332                         | 398                         | 469                         | 507                         | 608                         | 658                         | 653                         | 626                         | 609                         | 482                         | 431                         | 238                         | 191                         |

### Попис 1991.
На попису становништва 1991. године, насељено место Косоре је имало 431 становника, следећег националног састава:
| Попис 1991.‍ | Попис 1991.‍ | Попис 1991.‍ | Попис 1991.‍ | Попис 1991.‍ |
| ----------- | ----------- | ----------- | ----------- | ----------- |
|             |             |             |             |             |
| Хрвати      | Хрвати      |             | 288         | 66,82%      |
| Срби        | Срби        |             | 140         | 32,48%      |
| Југословени | Југословени |             | 1           | 0,23%       |
| Словенци    | Словенци    |             | 1           | 0,23%       |
| непознато   | непознато   |             | 1           | 0,23%       |
| укупно: 431 |             |             |             |             |

### Ранији пописи
| Националност       | 1991. | 1981. | 1971. |
| Хрвати             | 288   | 296   | 403   |
| Срби               | 140   | 150   | 202   |
| Југословени        | 1     | 29    |       |
| остали и непознато | 2     | 7     | 4     |
| Укупно             | 431   | 482   | 609   |

## Презимена
- Арнаут — Православци, славе Аранђеловдан и Св. Саву
- Бодрожић — Православци, славе Св. Саву
- Иванчић — Православци, славе Св. Јована
- Кнез — Православци, славе Аранђеловдан
- Медић — Православци, славе Ђурђевдан
- Мишина — Православци, славе Ђурђевдан
- Утржен — Православци, славе Ђурђевдан